# Ужас кладбища
«Ужас кладбища» (итал. Una notte al cimitero) — итальянский телефильм режиссёра Ламберто Бавы, фильм ужасов с главными ролями Грегори Леч Таддеуса, Лео Мартины, Беатрис Ринг, Джанмарко Тогнацци и Карла Цинни.

## Сюжет
Пятеро молодых грабителей решили добыть ценное сокровище, которое находится на древнем кладбище. Они отправляются на поиски клада в тёмные катакомбы ночью. На пути к сокровищу их встречают толпы ужасных зомби и свирепых монстров, которых они должны победить. А у самого сокровища их ждёт сама Смерть.

## В ролях
- Грегори Леч Таддеус — Робин
- Лео Мартина — Тина
- Беатрис Ринг — Мики
- Джанмарко Тогнацци — Джонни
- Карл Цинни — Дэвид
- Лино Салемме — охранник таверны
- Джанпаоло Саккарола — человек в таверне
- Фабрицио Бава — продавец
- Мирелла Педетти — продавец
- Ламберто Бава — охранник магазина (нет в титрах)